# サッパン・スックーン
サッパン・スックーン（Zapam-zucún, Zapam Zucum）は、アルゼンチン北西部およびボリビア、チリ北端のアイマラ族やディアギータ族のあいだに伝わる聖なるアルガロボの木（いわゆる「白イナゴマメ」/ホワイトキャロブを含む種類の総称）の女神、あるいは妖怪。

## 概説

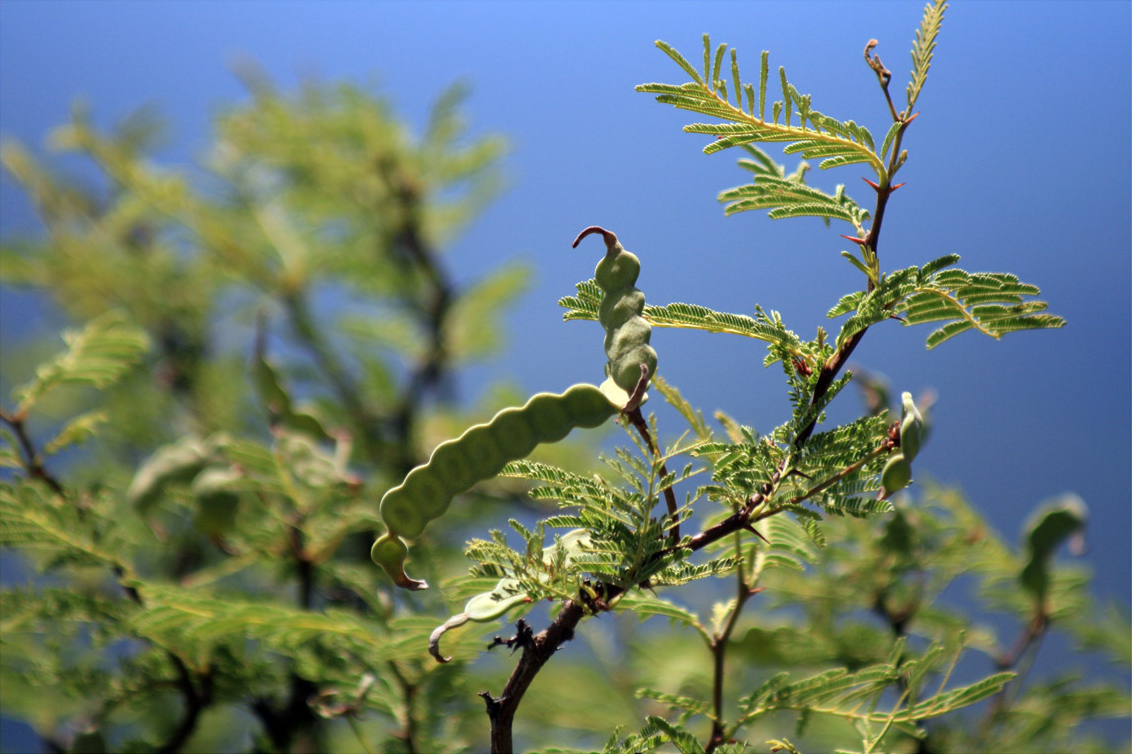
アルガロボの木（Prosopis alba 種）の「さや豆」

アイマラ族は、アルゼンチン北西部のラ・リオハ州や、ボリビア、チリ北部に分布するが、彼らの間では聖なる木とし崇められるのがアルガロボの木（訳では"キャロブ"や"イナゴマメ"を充てる）である。アルガロボの木は、その豆をパタイという菓子パンや穀粉にしたり、数種類の飲み物などに加工できる恵みの木である。
女性たちが畑で働いているあいだ、子供らはその樹木の陰で昼寝するが、その木に女神が宿っていれば、「サッパン……スックーン」という音がし、子供らはなぜか飢えを感じない。肌の浅黒い（小麦色の）裸体の女性の姿で具現し、泣く子やそれを必要とする子に母乳を与える。黒い長髪と黒い瞳の美女で、その手（掌）だけは他の皮膚とちがって白く、その柔らかい手で葉っぱの揺りかごをこしらえ、眠らせる。異様に巨大な乳房をしており、女神が歩くたびにも「サッパン……スックーン」という音を立て、これが命名の由来である。
女神は、この木の守護者であり、聖なる木に斧を打ちつける音を聞きつけると、その者どもを容赦なくいずこかに連れ去る。あるいは伐採者の子供が連れ去られるという。

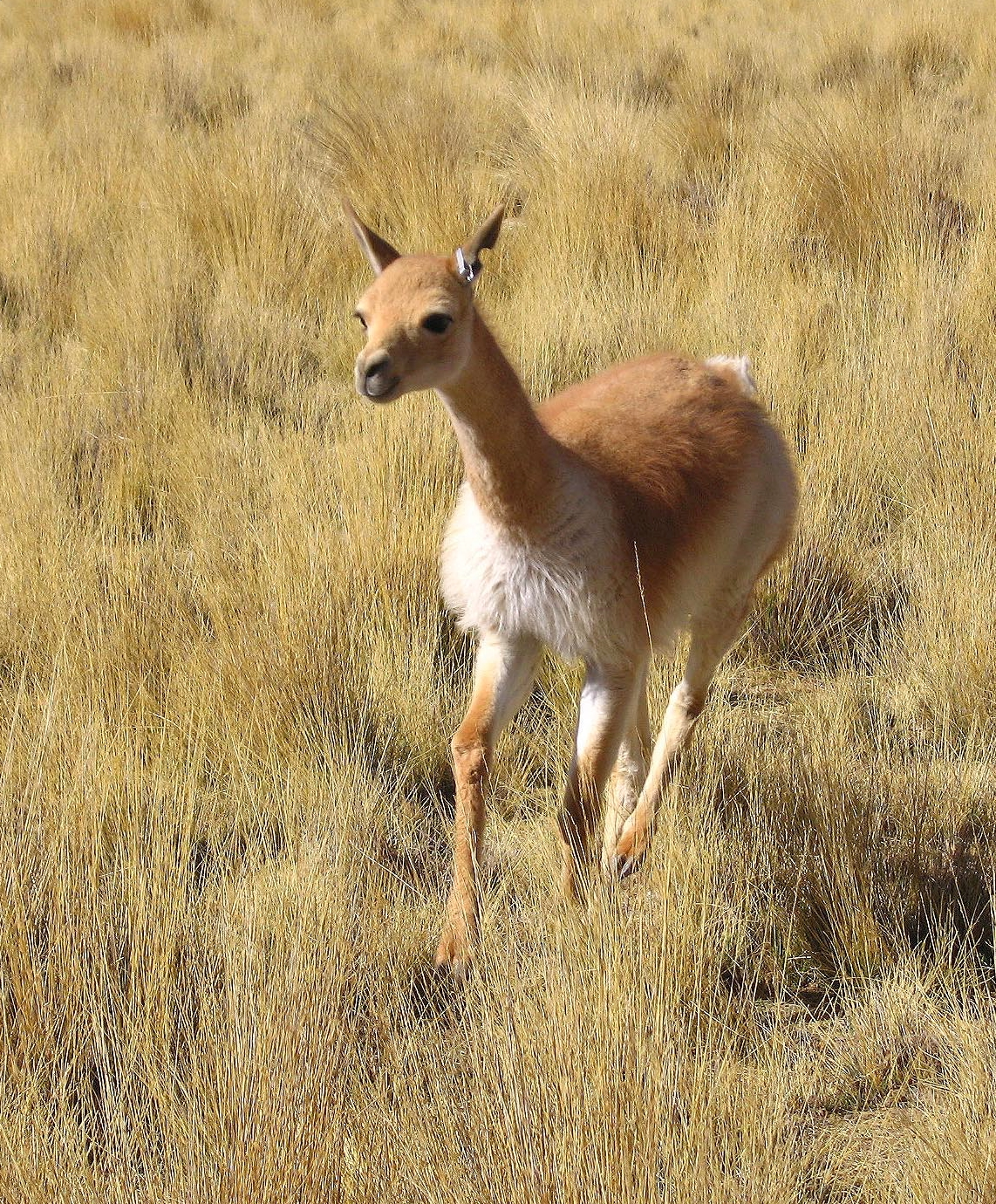
ビクーニャ

なおビクーニャを殺すとその家の子供を連れ去り返してくれないので、男性たちは間違ってビクーニャを殺さないよう細心の注意を払う。
サッパン・スックーンはやさしい妖怪とみなされることが多いが、邪悪で口汚い男たちに復讐心を燃やし、彼らを誘惑して窒息死させるという証言もある。地域によっては、巨大な姿のサッパン・スックーンが畑仕事を勝手に休んだ男性を何人もおっぱいで捕え、どこかに連れ去ったという伝承もある。
またディアギタ族（アルゼンチン北西部やチリ小北部に分布）の間でも色黒だが小さく白い手をした巨乳女性の伝承がみつかる。